# Zilvermijnmot
De zilvermijnmot (Acrocercops brongniardella) is een vlinder uit de familie van de mineermotten (Gracillariidae). De wetenschappelijke naam is gepubliceerd in 1798 door Fabricius.
De soort komt voor in Europa.

## Verspreiding
Hij is bekend van de volgende waardplanten:
- Quercus cerris
- Quercus coccifera
- Quercus dalechampii
- Quercus faginea
- Quercus hispanica
- Quercus ilex
- Quercus infectoria subsp. veneris
- Quercus ithaburensis subsp. macrolepis
- Quercus palustris
- Quercus petraea
- Quercus pubescens
- Quercus pyrenaica
- Quercus robur
- Quercus rubra
- Quercus suber